# Michelle Dockery
Michelle Suzanne Dockery (Londen, 15 december 1981) is een Engelse actrice en jazz-zangeres. Als actrice is ze vooral bekend van haar rol als Lady Mary Crawley in de ITV-dramaserie Downton Abbey.

## Biografie
Dockery is de jongste van drie dochters van Michael Dockery en zijn vrouw Lorraine. 
Dockery is opgegroeid in Romford, Oost-Londen. Ze ging naar de Chadwell Heath Foundation School (later bekend als Chadwell Heath Academy) in Chadwell Heath. Later heeft ze de Finch Stage School en Guildhall School of Music and Drama gevolgd.
In september 2013 kreeg Dockery een relatie met John Dineen, met wie zij zich later verloofde. Dockery en Dineen leerden elkaar kennen nadat Dockery's collega Allen Leech de twee aan elkaar voorstelde. In 2015 overleed Dineen op 34-jarige leeftijd aan een zeldzame vorm van kanker. In 2019 kreeg ze een relatie met Jasper Waller-Bridge, broer van Phoebe Waller-Bridge. Het stel trouwde in september 2023.

## Carrière

### Theater
Dockery was lid van het National Youth Theatre. Ze studeerde aan de Guildhall School of Music and Drama, waar ze een Gold Medal (gouden medaille) won voor haar drama. Ze werd diverse keren genomineerd voor een aantal prijzen, waaronder de Ian Charleson Awards. Ze werd genomineerd voor haar rol in het toneelstuk Pillars of the Community uitgevoerd door het Royal National Theatre, waar zij ook bij speelde. Ze won bij de Ian Charleson Awards de tweede prijs.
Dockery speelde in diverse theaterstukken, waaronder de rol van Ophelia in Hamlet in 2010.

### Televisie
Dockery maakte haar televisiedebuut in de tweedelige dramaserie Fingersmith bij de BBC.
Ze is vooral bekend van haar rol als Lady Mary Crawley in de dramaserie Downton Abbey, uitgezonden door ITV, en in de erop volgende speelfilms Downton Abbey (2019) en Downton Abbey: A New Era (2022).
In 2017 speelde ze de rol van Alice Fletcher in de Netflix serie Godless.
In 2022 speelt ze de rol van officier van justitie Kate Woodcroft in de Netflix-serie over een verkrachtingszaak, Anatomy of a Scandal

### Muziek
Dockery is - buiten haar acteerwerk om - ook jazzzangeres. Ze zong vaak met "Sadie and the Hotheads", een band opgericht door Elizabeth McGovern, die eveneens haar moeder Cora Crawley in Downton Abbey speelt.
- Bibsys: 12002203
- Biblioteca Nacional de España: XX5404800
- Bibliothèque nationale de France: cb17114123d (data)
- Catàleg d'autoritats de noms i títols de Catalunya: 981061114270506706
- Gemeinsame Normdatei: 143380346
- International Standard Name Identifier: 0000 0001 1512 3263
- Library of Congress Control Number: no2010154801
- MusicBrainz: 35b7e866-d070-4cea-b856-8fff3918befd
- Nationale Bibliotheek van Tsjechië: xx0249970
- Nationale Bibliotheek van Israël: 987010188806305171
- Nationale Bibliotheek van Polen: a0000002700598
- Nederlandse Thesaurus van Auteursnamen: 391597175
- Système universitaire de documentation: 230315984
- Virtual International Authority File: 132948684
- WorldCat: E39PBJcBVk4mJ3JFpChDMPpByd